# Mount-Nothofagus-Nationalpark
Der Mount-Nothofagus-Nationalpark ist ein Nationalpark im äußersten Nordosten des australischen Bundesstaates New South Wales, 634 Kilometer nördlich von Sydney, 65 Kilometer östlich von Warwick und 75 Kilometer nordwestlich von Lismore. Am Nordrand des Mount-Nothofagus-Nationalparks, an der Grenze zur Queensland, schließt der Mount-Barney-Nationalpark an, im Südwesten der Mount-Clunie-Nationalpark und im Osten der Border-Ranges-Nationalpark. Nächstgelegener Ort ist Lindesay Creek im Süden des Parks am gleichnamigen Bach, der im Nationalpark entspringt.
Der Park, bzw. der dortige Berg, ist nach den dort vorkommenden Scheinbuchen (Nothofagus) benannt. Dort gibt es auch Gondwana-Regenwälder, die seit 1986 als UNESCO-Weltnaturerbe gelten und seit 2007 in der australischen Liste der Naturdenkmäler aufgeführt sind.